# Panamá en la clasificación de Concacaf para la Copa Mundial de Fútbol de 1978
La selección de fútbol de Panamá fue uno de los deiciséis equipos nacionales que participaron en la Clasificación de Concacaf para la Copa Mundial de Fútbol, en la cual definió un representante para la Copa Mundial de Fútbol de 1978 que se desarrollaría en Argentina.
Panamá participó por primera vez en la clasificación para la Copa Mundial, siendo su primer rival la selección de Costa Rica. Tras ir perdiendo 0-1 al medio tiempo, lograron remontar y el marcador acabó con una histórica victoria de 3-2.
El partido se jugó en el Estadio Revolución de la capital panameña, donde en este mismo recinto recibieron a El Salvador y nuevamente en la primera parte estaban perdiendo por la mínima, pero al minuto 50' por un penal marcado por Virgilio Vázquez, empataron el resultado y así acabó el juego, logrando otro punto.
Panamá le tocó ahora ser visitante y visitaron Costa Rica, esta vez perdiendo por 3-0. El 1 de agosto de 1976, cayeron nuevamente, esta vez contra El Salvador pero por 4-1.
Los últimos encuentros fueron contra la selección de Centroamérica más fuerte en ese momento, Guatemala. De local, Panamá perdió por 4-2 y de visita cayeron aplastados por 7 goles a 0, terminando así en último lugar de la zona y por ende, no acceder a la ronda final.

## Sistema de juego
Los equipos se dividieron en tres zonas atendiendo a consideraciones geográficas. En cada zona se clasificarían dos equipos, hasta formar una ronda final compuesta por una liguilla con seis equipos que se enfrentaban en un sistema de todos contra todos y cuyo campeón obtendría el boleto al Mundial de 1978.
La liguilla en cuestión fue disputada en México y coincidía con el Campeonato de Naciones 1977.

## Resultados

### Zona de Centroamérica
| Equipo      | Pts. | PJ | PG | PE | PP | GF | GC | Dif |
| ----------- | ---- | -- | -- | -- | -- | -- | -- | --- |
| Guatemala   | 8    | 6  | 3  | 2  | 1  | 15 | 6  | 9   |
| El Salvador | 7    | 6  | 2  | 3  | 1  | 10 | 7  | 3   |
| Costa Rica  | 6    | 6  | 1  | 4  | 1  | 8  | 6  | 2   |
| Panamá      | 3    | 6  | 1  | 1  | 4  | 7  | 21 | -14 |

| 4 de abril de 1976 | Panamá                              | 3:2 (0:1) | Costa Rica                  | Estadio Revolución, Ciudad de Panamá                       |                                                            |
|                    | Tapia 48' · Ponce 50' · Sánchez 75' |           | Jiménez 34' · Barrantes 85' | Asistencia: 3 477 espectadores Árbitro(s): Carlos Cedillos | Asistencia: 3 477 espectadores Árbitro(s): Carlos Cedillos |

| 2 de mayo de 1976 | Panamá             | 1:1 (0:1) | El Salvador | Estadio Revolución, Ciudad de Panamá                          |                                                               |
|                   | Vázquez 50' (pen.) |           | Zapata 16'  | Asistencia: 7 345 espectadores Árbitro(s): Luis Alberto Rojas | Asistencia: 7 345 espectadores Árbitro(s): Luis Alberto Rojas |

| 11 de julio de 1976 | Costa Rica                     | 3:0 (3:0) | Panamá | Estadio Ricardo Saprissa, San José                        |                                                           |
|                     | Alvarado 11' 22' · Jiménez 44' |           |        | Asistencia: 20 336 espectadores Árbitro(s): Valentín Gazo | Asistencia: 20 336 espectadores Árbitro(s): Valentín Gazo |

| 1 de agosto de 1976 | El Salvador                    | 4:1 (2:0) | Panamá        | Estadio Cuscatlán, San Salvador                                 |                                                                 |
|                     | Zapata 7' 14' 78' · Aquino 69' |           | Hernández 88' | Asistencia: 36 440 espectadores Árbitro(s): Mario Rubio Vázquez | Asistencia: 36 440 espectadores Árbitro(s): Mario Rubio Vázquez |

| 17 de septiembre de 1976 | Panamá                           | 2:4 (2:0) | Guatemala                                    | Estadio Revolución, Ciudad de Panamá                              |                                                                   |
|                          | Wellman 9' (a.g.) · Montilla 25' |           | Pennant 51' · Sánchez 56' 63' · Anderson 88' | Asistencia: 10 167 espectadores Árbitro(s): Carlos Manuel Álvarez | Asistencia: 10 167 espectadores Árbitro(s): Carlos Manuel Álvarez |

| 26 de septiembre de 1976 | Guatemala                                                           | 7:0 (3:0) | Panamá | Estadio Mateo Flores, Ciudad de Guatemala                      |                                                                |
|                          | Sánchez 14' 68' · Pennant 17' 40' · McDonald 53' 62' · Sandoval 70' |           |        | Asistencia: 20 021 espectadores Árbitro(s): Desiderio Avendaño | Asistencia: 20 021 espectadores Árbitro(s): Desiderio Avendaño |

## Estadísticas

### Clasificación general
| Pos. | Selección             | Pts. | PJ | PG | PE | PP | GF | GC | Dif | Rend. |
| ---- | --------------------- | ---- | -- | -- | -- | -- | -- | -- | --- | ----- |
| 1    | Haití                 | 19   | 12 | 8  | 3  | 1  | 25 | 9  | 16  | 79.2% |
| 2    | México                | 14   | 9  | 6  | 2  | 1  | 23 | 6  | 17  | 77.8% |
| 3    | El Salvador           | 12   | 11 | 4  | 4  | 3  | 18 | 16 | 2   | 54.5% |
| 4    | Guatemala             | 11   | 11 | 4  | 3  | 4  | 23 | 16 | 7   | 50%   |
| 5    | Canadá                | 11   | 10 | 4  | 3  | 3  | 12 | 11 | 1   | 55%   |
| 6    | Costa Rica            | 6    | 6  | 1  | 4  | 1  | 8  | 6  | 2   | 50%   |
| 7    | Cuba                  | 6    | 5  | 2  | 2  | 1  | 7  | 5  | 2   | 60%   |
| 8    | Trinidad y Tobago     | 6    | 6  | 2  | 2  | 2  | 10 | 9  | 1   | 50%   |
| 9    | Surinam               | 6    | 10 | 2  | 2  | 6  | 15 | 24 | -9  | 60%   |
| 10   | Estados Unidos        | 4    | 5  | 1  | 2  | 2  | 3  | 7  | -4  | 40%   |
| 11   | Panamá                | 3    | 6  | 1  | 1  | 4  | 7  | 21 | -14 | 25%   |
| 12   | Guyana                | 2    | 2  | 1  | 0  | 1  | 2  | 3  | -1  | 50%   |
| 13   | Barbados              | 2    | 3  | 1  | 0  | 2  | 3  | 5  | -2  | 33.3% |
| 14   | Jamaica               | 0    | 2  | 0  | 0  | 2  | 1  | 5  | -4  | 0%    |
| 15   | República Dominicana  | 0    | 2  | 0  | 0  | 2  | 0  | 6  | -6  | 0%    |
| 16   | Antillas Neerlandesas | 0    | 2  | 0  | 0  | 2  | 1  | 9  | -8  | 0%    |

### Goleadores
| Jugador              |   | PJ |
| -------------------- | - | -- |
| Daniel Montilla      | 1 | 3  |
| Luis Ernesto Tapia   | 1 | 5  |
| Agustín Eloy Sánchez | 1 | 5  |
| Néstor Hernández     | 1 | 5  |
| Federico Ponce       | 1 | 5  |
| Virgilio Vázquez     | 1 | 6  |